# Volksche Wacht

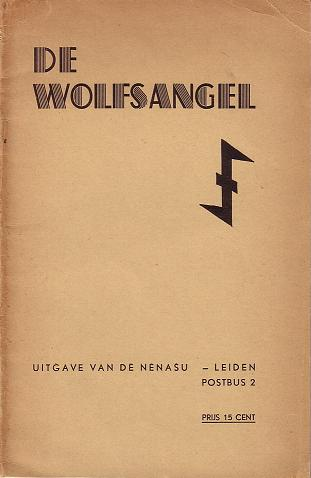
Exemplaar van De Wolfsangel uit 1938.

Volksche Wacht, eerder De Wolfsangel en Der Vaderen Erfdeel geheten, was tussen 1936 en 1944 een maandelijks verschijnend tijdschrift, uitgegeven door de Nationaal-Socialistische Beweging (NSB) en bestemd voor NSB'ers.
Het tijdschrift verscheen aanvankelijk onder redactie van mr. H. Reydon als 'strijdblad voor Nederlandsch volksbewustzijn'. Het tijdschrift was de meest uitgesproken 'volkse' publicatie van de NSB en bevatte voornamelijk artikelen op het gebied van mystieke uiteenzettingen over oud-Germaanse tekens en voorwerpen, zoals zonnebeelden op bierenwagens, de Karolingische bulput in Beets of de runentekens.
In mei 1938 werd De Wolfsangel omgedoopt in Der Vaderen Erfdeel, nadat het onder de gelijknamige organisatie van F.E. Farwerck was geschaard. In het blad werd veelvuldig geschreven over opgravingen en oude gebruiken, datgene waarvoor de volgelingen van Farwerck zich bijzonder interesseerden. Farwerck benadrukte een en andermaal in het tijdschrift dat
ons volk een organisch gegroeide eenheid is, bestaande uit Nederfrankische, Friesche en Frankische stamdeelen, allen tot de Germanen behorende.
In juli 1939 werd de titel opnieuw gewijzigd, ditmaal in Volksche Wacht. Na de opheffing van Der Vaderen Erfdeel, eind 1940, komt het blad in handen van Henk Feldmeijer en zijn Nederlandsche SS. Daardoor werd het blad diepgravender van inhoud: volkse cultuur, volkskunde, heemkunde, rassenkunde, erfgezondheid, bevolkingspolitiek en sibbekunde waren toen de onderwerpen die gedurig de revue passeerden. Vanaf 1942 vormden dr. Johan Theunisz en Elsa M. Valeton de redactie. Medio 1943 neemt prof. dr. G.A.S. Snijder de redactie over. In september 1944 valt het doek voor het maandblad.
 Portaal: Fascisme en nationaalsocialisme in Nederland · Fascisme · Nationaalsocialisme